# Berrieux
Berrieux ist eine französische Gemeinde im Département Aisne in der Région Hauts-de-France (bis 2016: Picardie). Sie gehört zum Arrondissement Laon, zum Kanton Villeneuve-sur-Aisne und zum Gemeindeverband Chemin des Dames. In der Gemeinde leben 177 Einwohner (Stand: 1. Januar 2022), die Berrieusiens und Berrieusiennes genannt werden.

## Geografie
Die Gemeinde Berrieux liegt am Ostrand des Höhenzuges Chemin des Dames am Übergang zur Trockenen Champagne, 22 Kilometer südöstlich von Laon und etwa 28 Kilometer nordwestlich von Reims. Nachbargemeinden von Berrieux sind Goudelancourt-lès-Berrieux im Norden und Nordosten, Juvincourt-et-Damary im Osten und Südosten, Corbeny im Süden, Aizelles im Westen sowie Saint-Thomas im Nordwesten.

## Bevölkerungsentwicklung
| Jahr                       | 1962 | 1968 | 1975 | 1982 | 1990 | 1999 | 2011 | 2021 |
| Einwohner                  | 182  | 162  | 142  | 166  | 162  | 161  | 181  | 180  |
| Quellen: Cassini und INSEE |      |      |      |      |      |      |      |      |

## Sehenswürdigkeiten

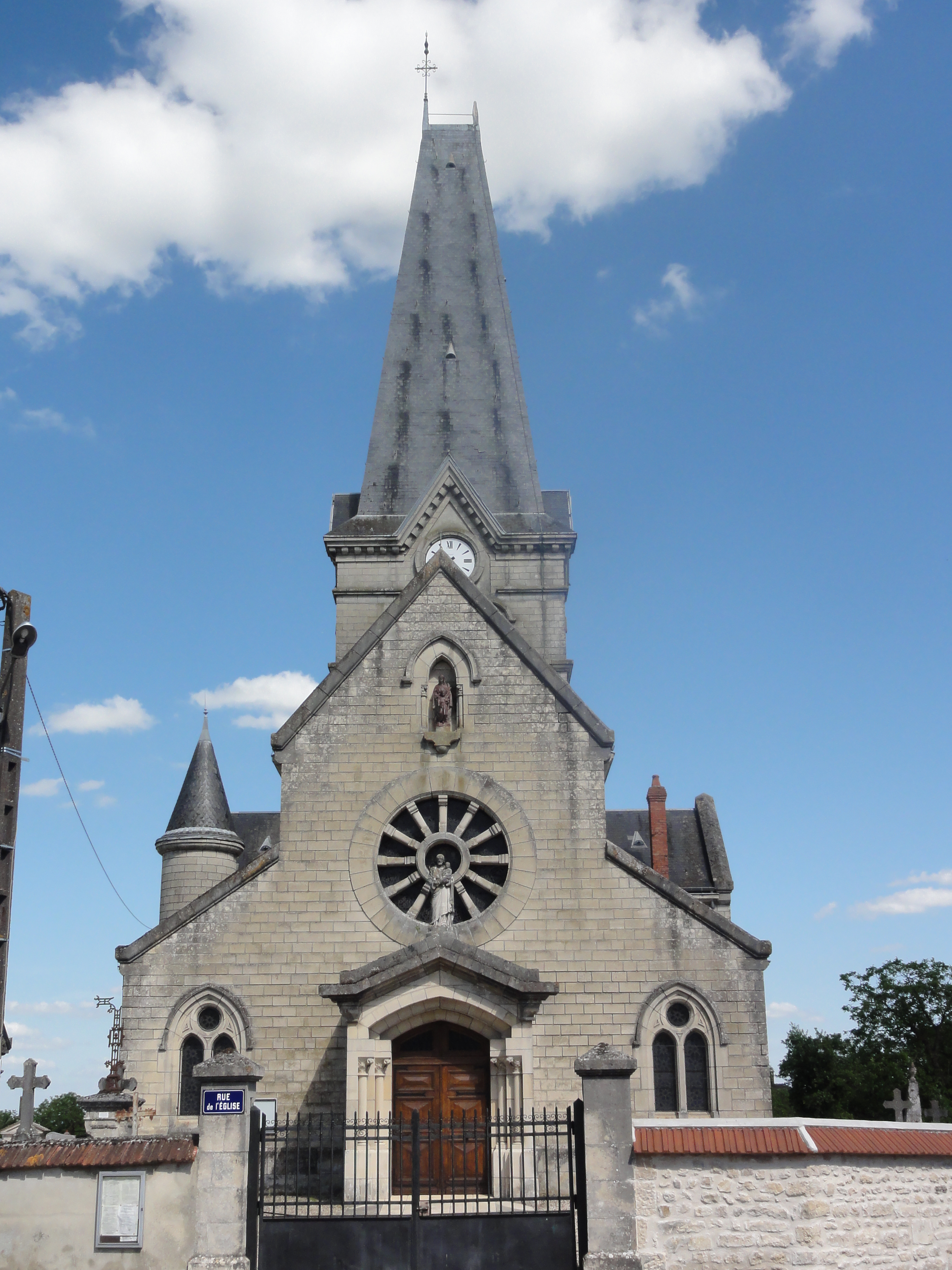
Kirche Saint-Cyr-et-Sainte-Julitte
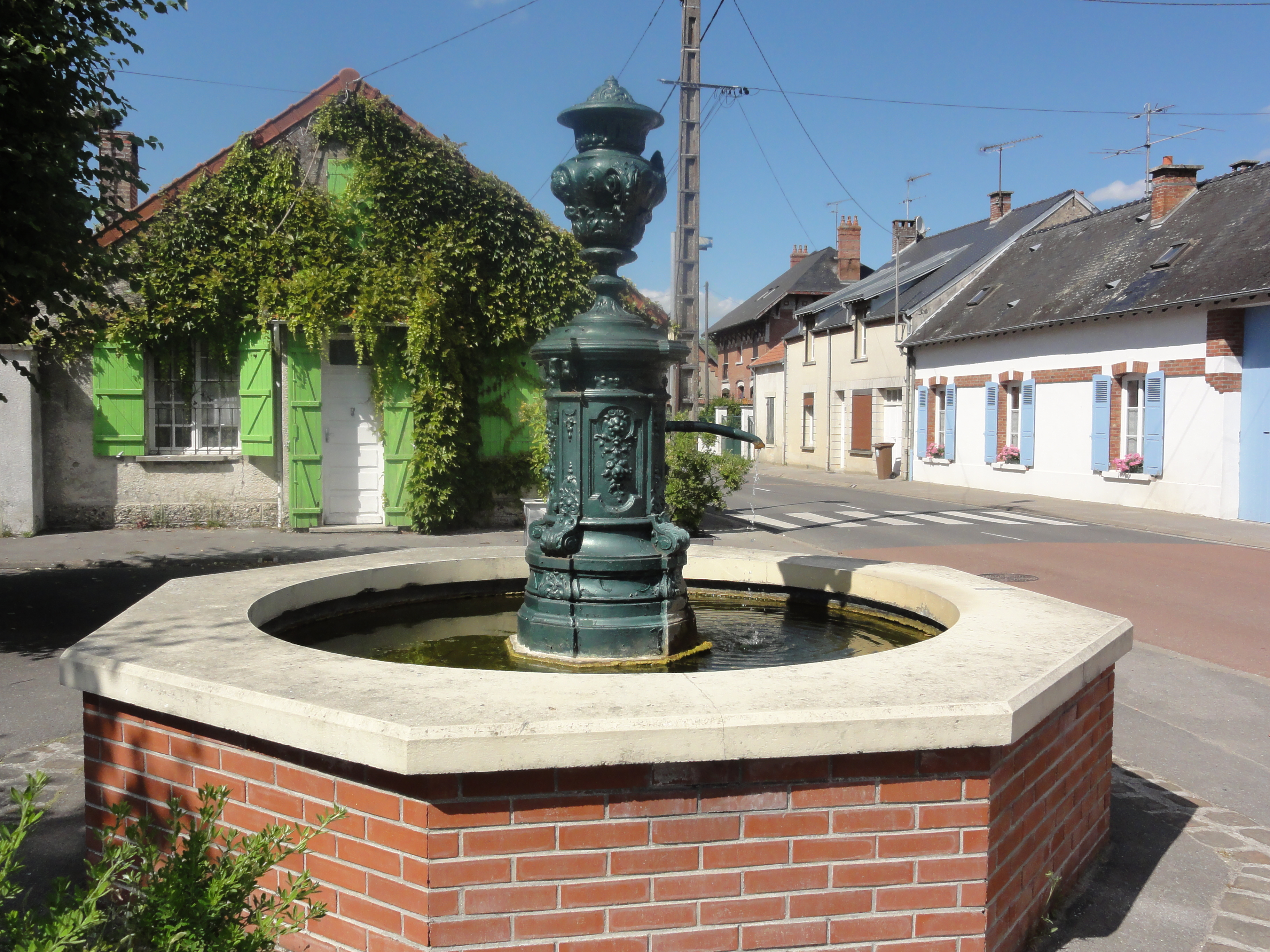
Brunnen
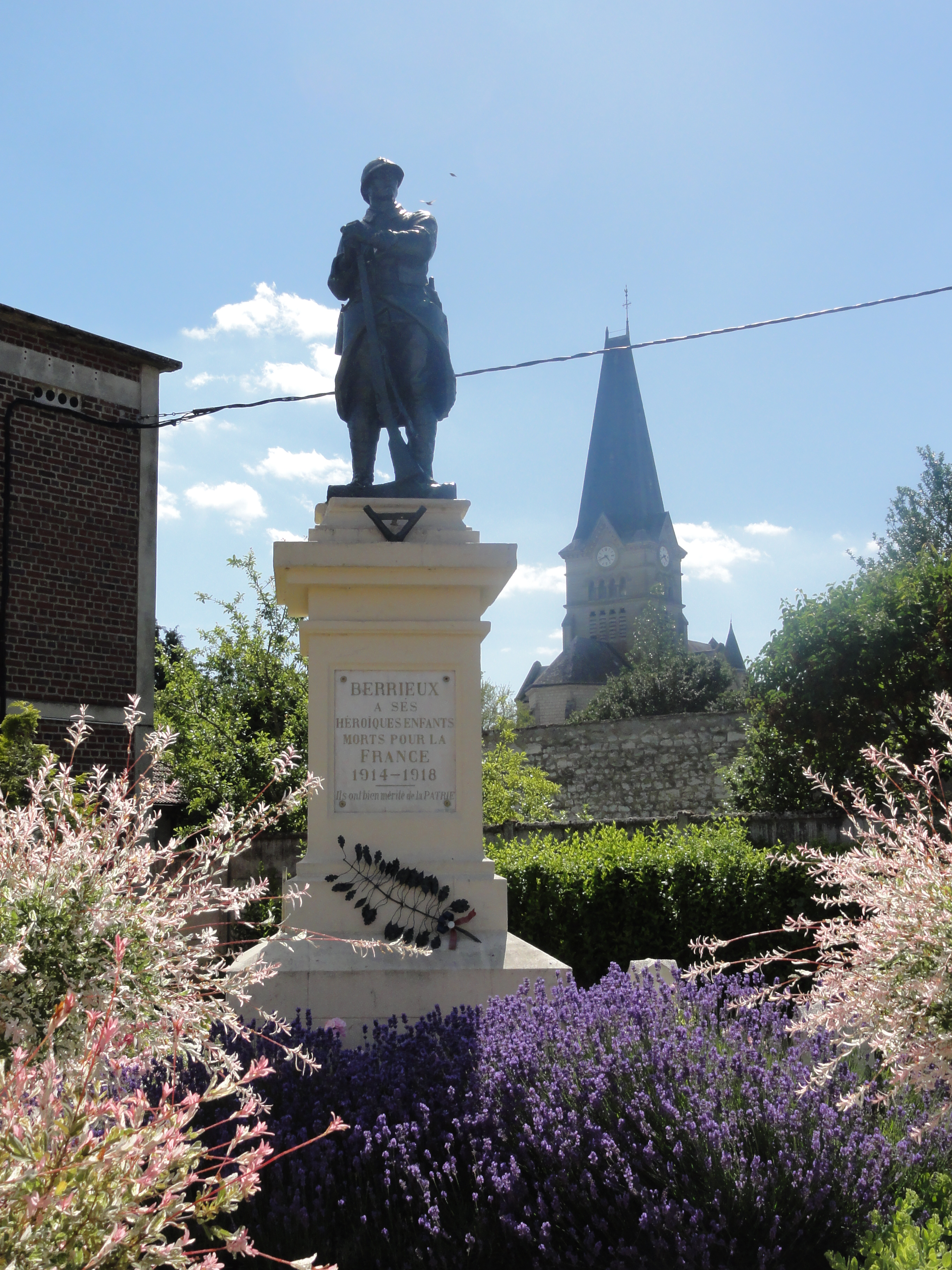
Gefallenendenkmal

- Kirche Saint-Cyr-et-Sainte-Julitte
- Brunnen
- Gefallenendenkmal